# گای باتلر
گای باتلر (انگلیسی: Guy Butler؛ ۲۵ اوت ۱۸۹۹ – ۲۲ فوریه ۱۹۸۱) دونده اهل بریتانیا بود.